# Lehtinenia bicornis
Lehtinenia bicornis es una especie de arañas araneomorfas de la familia Tetrablemmidae.

## Distribución geográfica
Es endémica de la isla de Hainan (China).